# Colors (Live at KITO Bremen)
Colors (Live at KITO Bremen) ist ein Jazzalbum von Yelena Eckemoff. Die am 25. April 2019 im Veranstaltungsort KITO im Bremer Stadtteil Vegesack entstandenen Aufnahmen erschienen 2022 im Eigenverlag.

## Hintergrund
Das Album Colors (2019) der Komponistin und Pianistin Yelena Eckemoff war ein Duett mit dem Schlagzeuger Manu Katché. Bei der Vorstellung des Albums entschied sie sich, es 2019 live im KITO Bremen vorzustellen, doch der Schlagzeuger konnte den Auftritt nicht wahrnehmen. Daher entschied sie sich lieber allein zu spielen, als einen anderen Schlagzeuger zu engagieren. Es war das erste Mal seit etwa 15 Jahren, seit sie ihre Karriere als Jazzpianistin begonnen hatte, dass sie ein Konzert als Solistin gab. Für diesen Live-Auftritt behielt sie die Titelreihenfolge des Originalalbums bei, da die Geschichte hinter dem Album Farben als Lebensabschnitte darstellte, von der Geburt (weiß) bis zum Tod (schwarz), notierte Mark Sullivan.

## Titelliste
- Yelena Eckemoff: Colors (Live at KITO Bremen)

1. White 4:53
2. Pink 4:36
3. Orange 3:50
4. Green 5:27
5. Violet 05:19
6. Indigo 2:57
7. Blue 6:58
8. Red 6:25
9. Brown 3:48
10. Bordeaux 5:46
11. Yellow 5:45
12. Aquamarine 3:55
13. Grey 2:27
14. Black 6:53

Die Kompositionen stammen von Yelena Eckemoff.

## Rezeption
Da Yelena Eckemoff keinen Schlagzeuger hatte, der den Takt markierte, habe sie freier gespielt und sich auf die Nuancen der Phrasierung konzentriert, schrieb Mark Sullivan in All About Jazz. Die gewählten Tempi waren ganz anders (oft schneller) als beim Spiel mit Katché. Dennoch orientierten sich die Längen der Stücke größtenteils an den Aufnahmen, was wohl die Stärke der kompositorischen Strukturen verdeutliche. Eine Ausnahme von dieser Regel bilde der Opener „White“, der etwas mehr als die Hälfte der Original-Aufnahme dauert. Die ursprüngliche Duettaufführung habe Eckemoff sowohl als Pianistin als auch als Komponistin in den Mittelpunkt gestellt; diese Soloversion tue dies noch stärker. Colors (Live at KITO Bremen) sei eine würdige Ergänzung ihrer Diskographie.